# Trio Baroque
Trio Baroque – zespół muzyczny, działający w latach 1976–1982, który założyło w Brukseli trzech muzyków: polska klawesynistka Maria Piech, polski skrzypek Jan Póda i belgijski flecista polskiego pochodzenia Marc Grauwels. W repertuarze zespołu były utwory kompozytorów polskich od XVI do XX w., ale przeważająca większość stanowiła muzyka barokowa takich kompozytorów jak Jan Sebastian Bach, Georg Friedrich Händel, François Couperin Le Grand, Antonio Vivaldi, Georg Philipp Telemann, Jean-Philippe Rameau, Wolfgang Amadeus Mozart. Trio występowało m.in. 20 sierpnia 1981 na Międzynarodowym Festiwalu w Brukseli, 9 września 1981 na Festiwalu Flandryjskim (w programie m.in. Marios Grosso Brasileiras Joanny Bruzdowicz dedykowane zespołowi), a także 22 listopada 1981 w audytorium Radia i Telewizji w Brukseli z uroczystym koncertem w ramach Festiwalu Witkiewicza, transmitowanym przez radio BRT. Z kolei w programie koncertu publicznego dla radia BRT, 10 lutego 1982 w Centrum Muzyki Współczesnej w Gandawie, znalazły się utwory dedykowane zespołowi: Trio per trio Joanny Bruzdowicz, Duo na skrzypce i klawesyn Pawła Szymańskiego, Reflexions Pawła Buczyńskiego, Trio Franka Nuytsa, Terzetto Marcela Quinet i After Shave Karela Goeyvaertsa, a także Dum Spiro Spero na flet i taśmę Joanny Bruzdowicz oraz Herbania na klawesyn Tomasa Marco. Trio Baroque wydało 3 albumy płytowe. Zespół działał do śmierci klawesynistki Marii Piech w 1982.

## Wydane albumy płytowe
- Trio Baroque Ibert Jacob Martinu Bruzdowicz –  Pavane Records ADW 7035, Belgia 1980[7]
- 5 concerto's voor klavecimbel, fluit en viool Trio Baroque –  Astoria DP 87019, Belgia 1982[8]
- Trio Baroque Jean-Philippe Rameau – Pièces En Concert (LP)  – Pavane Records ADW 7105, Belgia 1983[9]